# تاريخ نسوي
تاريخ نسوي وهو إعادة قراءة التاريخ من منظور نسائي. يهدف التاريخ النسوي إلى اكتشاف المنظور النسائي عبر التاريخ وتسليط الضوء عليه عن طريق إعادة اكتشاف الكاتبات والفنانات والفيلسوفات إلخ وذلك لاستعادة وإظهار أهمية الأصوات والخيارات النسائية في التاريخ.
يحاول التاريخ النسائي طرح مشكلتين بشكل خاص، وهما استبعاد النساء من التقليد الفلسفي والتاريخي. والتصوير السلبي للمرأة أو الأنثى المضمن. ولكن التاريخ النسوي لا يهتم فقط بمشاكل التمييز الجنسي وحسب، بل بإعادة ترجمة التاريخ بشكل أكثر شمولية وتوازن.